# Virginia Tovar Martín
Virginia Tovar Martín (Bérchules, Granada, 29 de noviembre de 1929-Galapagar, 10 de julio de 2013) fue una historiadora del arte española, catedrática en la Universidad Autónoma de Madrid y en la Complutense y especialista en la arquitectura y urbanismo de Madrid durante la época del Barroco. 

## Biografía
Nacida en la localidad granadina de Bérchules el 29 de noviembre de 1929, se doctoró en la Universidad Complutense con la tesis Arquitectos madrileños de la segunda mitad del siglo XVII, dirigida por Alfonso Pérez Sánchez, publicada en 1975 en el Instituto de Estudios Madrileños, del cual fue miembro y colaboradora habitual.
Fue catedrática de Historia del Arte Moderno, primero en la Universidad Autónoma de Madrid y finalmente de la Universidad Complutense de Madrid. En esta última fue durante muchos años directora del Departamento de Historia del Arte II. Asimismo fue miembro numerario de la Academia de San Dámaso y del Instituto de Estudios Madrileños. 
En el campo de la investigación sus aportaciones son numerosas, cabiendo destacar la exposición que en el año 1986 realizó sobre Juan Gómez de Mora; su libro sobre Arquitectura Madrileña del siglo XVII, editado en 1983; la coordinación del catálogo de la exposición Las Propuestas de un Madrid soñado: de Texeira a Castro, realizada en el Centro Cultural del Conde Duque de Madrid en 1993; o la publicación en 1998 de la Enciclopedia de Madrid: arquitectura civil, en la que repasaba la historia constructiva de los edificios más significativos de la Villa y su provincia desde la antigüedad hasta nuestros días.
No solo fue una persona entregada a la investigación, sino que se implicó profundamente en la docencia y dirigió un gran número de tesis doctorales. Falleció en la localidad madrileña de Galapagar el 10 de julio de 2013.

## Publicaciones
Algunos de sus artículos sobre urbanismo en Madrid en los Anales del Instituto de Estudios Madrileños, conferencias publicadas, y libros:
- Los Cinco Gremios de Madrid (1980)
- El real pósito de la villa de Madrid: historia de su construcción (1982)
- Arquitectura madrileña del S. XVII: datos para su estudio (1983)
- El Palacio del Ministerio de Justicia y sus obras de arte (1986)
- La Casa de Correos: Documentación gráfica, (1988)
- El siglo XVIII español (1989)
- El arte del barroco: arquitectura y escultura (1990)
- Historia breve de la arquitectura barroca de la Comunidad de Madrid (2000)
- Palacio Real de Aranjuez (2005)
- El palacio Parcent (2009)